# Pauwel Kwak
Pauwel Kwak is een amber Belgisch speciaal bier met hoog alcoholgehalte (8,4%). Het wordt gebrouwen door brouwerij Bosteels in Buggenhout, die deel uitmaakt van AB InBev. Pauwel Kwak is een hoog gistend bier, amberkleurig, met een licht moutig aroma en een fruitige afdronk.

## Koetsiersglas
Het biermerk is in 1980 geregistreerd en even later op de markt gekomen. Het kan geserveerd worden in een opvallend glas in een houten houder, een kwakglas. Er is een verhaal over een mythische brouwer Pauwel Kwak die het glas al "in de tijd van Napoleon" zou hebben uitgevonden. Als uitbater van koetsiersherberg De Hoorn in Dendermonde zou hij een manier hebben bedacht waarop koetsiers onderweg konden drinken. Men had een klem in de koets, en de bolle, zware onderkant van het glas zorgde ervoor dat hij altijd rechtop hing. Het belang van dit 'koetsiersglas' voor de marketing van het bier blijkt uit een rechtszaak die brouwerij Bosteels aanspande tegen een kleine Waalse brouwer die een ander speciaal glas in een houten houder had bedacht.
De daadwerkelijke oorsprong van het koetsiersglas ligt in het 17e- of 18e-eeuwse Groot-Brittannië, bij drinkspelletjes waarbij een glas van hand tot hand gaat. Wanneer er een luchtbel in de bol komt gutst er plotseling zoveel bier naar buiten dat de drinker wordt overweldigd. In Groot-Brittannië staan dit soort glazen bekend als yard-of-ale, of yard glazen: een verwijzing naar de exceptionele lengte. Het kwakglas is dus niets meer dan een handzame variant daarvan. 